# Hrabstwo Pontotoc (Missisipi)
Hrabstwo Pontotoc (ang. Pontotoc County) – hrabstwo w stanie Missisipi w Stanach Zjednoczonych. Obszar całkowity hrabstwa obejmuje powierzchnię 500,99 mil² (1297,56 km²). Według szacunków United States Census Bureau w roku 2009 miało 29 248 mieszkańców.
Hrabstwo powstało w 1836 roku.
Hrabstwo należy do nielicznych hrabstw w Stanach Zjednoczonych należących do tzw. dry county, czyli hrabstw gdzie decyzją lokalnych władz obowiązuje całkowita prohibicja.

## Miejscowości

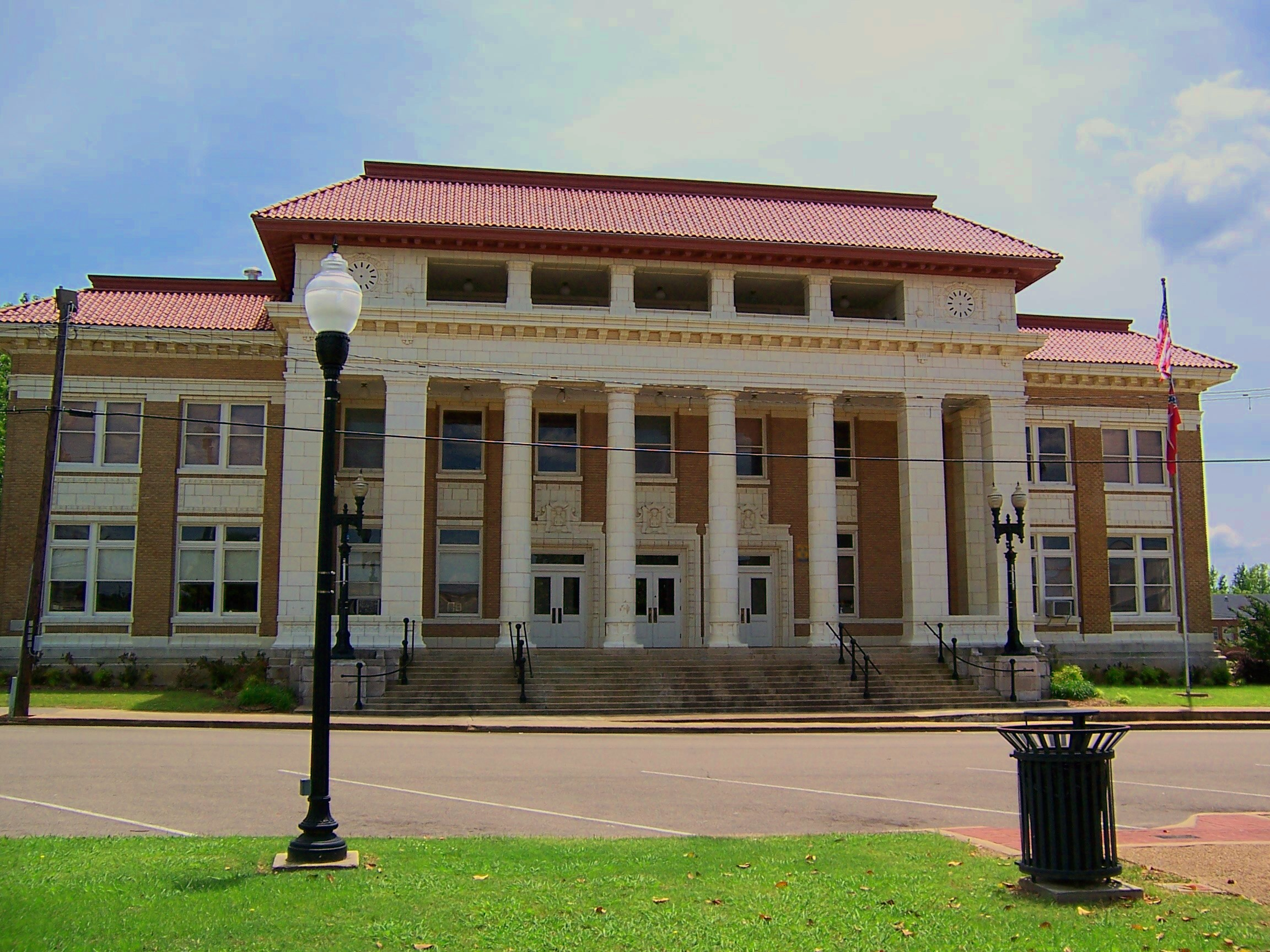
Budynek administracji hrabstwa (courthouse) w Pontotoc

- Algoma
- Ecru
- Sherman
- Pontotoc
- Sherman
- Toccopola
- Thaxton[6]

| Populacja hrabstwa w poprzednich latach | Populacja hrabstwa w poprzednich latach |
| Rok                                     | Liczba ludności                         |
| --------------------------------------- | --------------------------------------- |
| 1980                                    | 20 942                                  |
| 1990                                    | 22 237                                  |
| 2000                                    | 26 726                                  |
| 2005                                    | 28 208                                  |